# Żędowice (przystanek kolejowy)
Żędowice – czynny przystanek osobowy w sołectwie Żędowice, w województwie opolskim, w powiecie strzeleckim, w gminie Zawadzkie, w Polsce.
W roku 2017 przystanek obsługiwał 0–9 pasażerów na dobę.